# Жадамбын Нэхийт
Жадамбын Нэхийт (1914, Сайхан (Булган) — 1983) — военный МНР, майор Монгольской народной армии, пограничник, Герой Монгольской Народной Республики (1962).

## Биография
В 1934—1936 годах работал сотрудником милиции Булганского аймака, в 1936—1939 годах служил в армии, был рядовым, лейтенантом и командиром отряда, в 1939—1953 годах — пограничник, начальник контрольно-пропускных пунктов в 5-м, 6-м и 24-м пограничных отрядах, помощником командира, командиром заставы. В 1953—1977 годах — инспектор и начальник отдела по осмотру авиасообщений.
В 1940—1952 годах — участник сражений с гоминьдановскими и японскими шпионами и диверсантами на западной границе Монголии. С отвагой и стойкостью побеждал врага во многих битвах и сражениях, с честью выполнял свой долг по охране государственной границы.
Постановлением правительства МНР № 138 от 1962 г. за отличие в пограничном конфликте с китайцами ему присвоено звание Героя Монгольской Народной Республики, а Постановлением Правительства № 169 от 1998 г. его имя присвоено пограничному переходу в Селенгинском аймаке, на котором он служил.